# Maesa montana
Maesa montana är en viveväxtart som beskrevs av A. Dc. Maesa montana ingår i släktet Maesa och familjen viveväxter. Inga underarter finns listade i Catalogue of Life.

## Bildgalleri

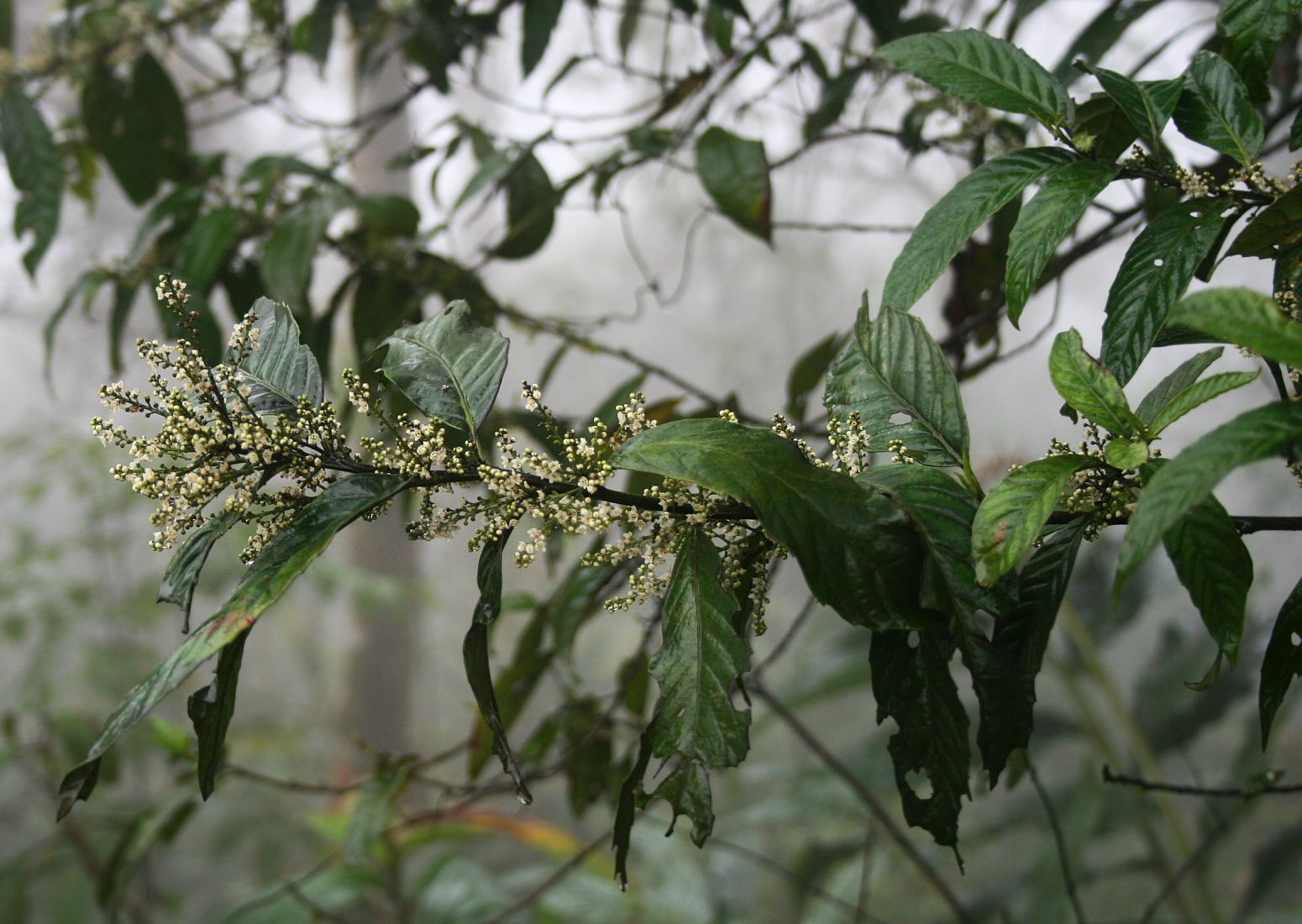
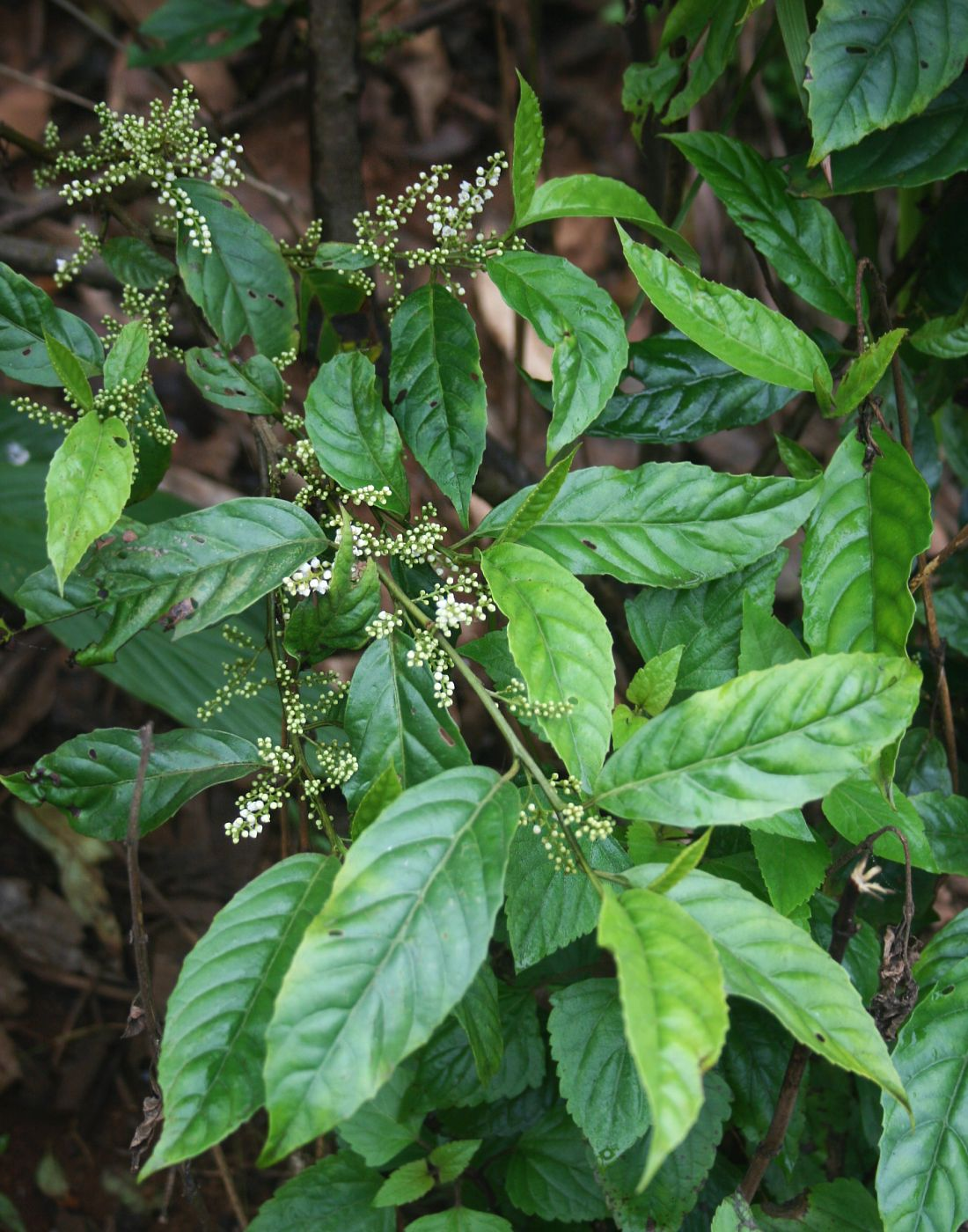
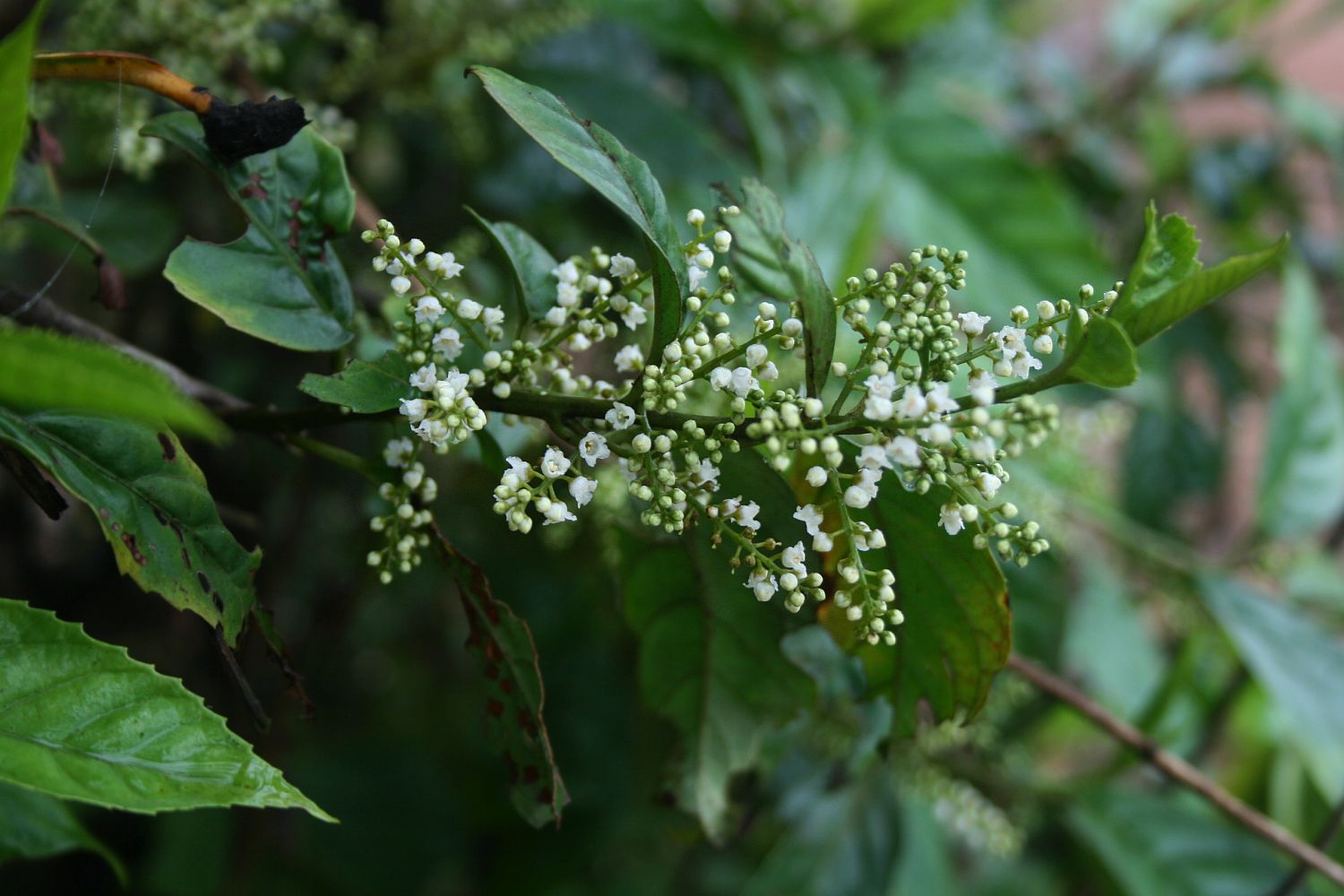
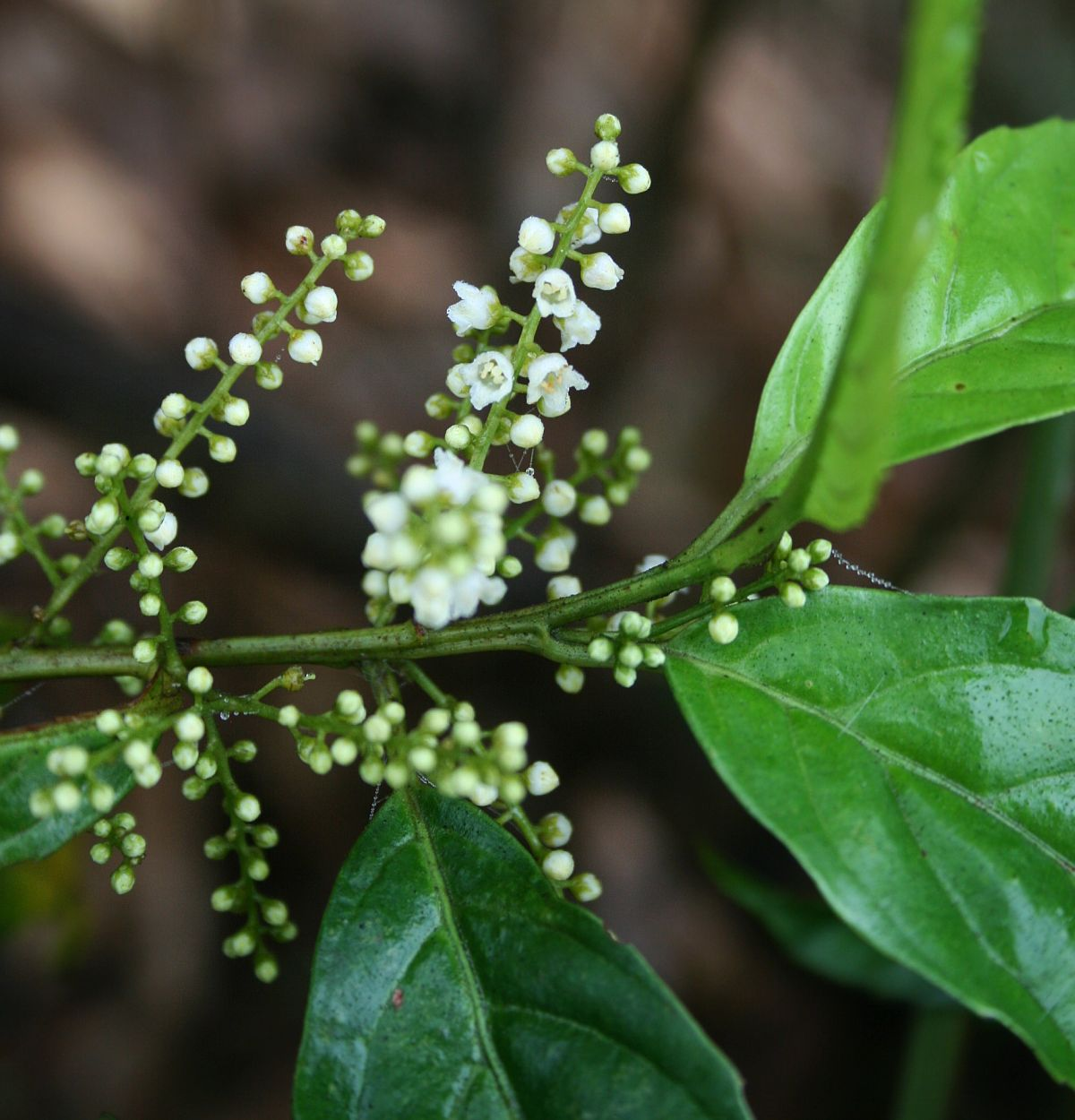